# Firoozeh Bazrafkan
Firoozeh Bazrafkan (født 27. juli 1982 i Shiraz i Iran) er en iransk-født postmoderne/avantgarde billedkunstner, performancekunstner, foredragsholder og debattør, der har markeret sig med bl.a. kritik af islam, koranen og vestlig feminisme. Hun har desuden været medlem af Trykkefrihedsselskabets bestyrelse og kraftig forkæmper for danske værdier. Gennembruddet som kunstner kom i 2007 med et installationsværk, hvor titlen Vantro blev markeret med tusch i et eksemplar af Koranen. Ud over kunsten er hun blogger og debattør og beskæftiger sig med socialt arbejde for at hjælpe andengenerationsindvandrere i Aarhus. Desuden har hun markeret sig som fortaler for homoseksuelles rettigheder.
Bazrafkan har på grund af sine islamkritiske kunstværker og ytringer i medierne modtaget adskillige trusler fra indvandrermiljøet i Danmark.

## Baggrund
Hun er født i Iran i 1982 i den sydvestlige storby Shiraz. I 1986 flygtede familien til Danmark og den aarhusianske ghetto Gellerupparken. På grund af meget kriminalitet i boligområdet valgte familien i stedet at flytte til ghettoen Jennumparken i Randers, hvor hun tilbragte størstedelen af sin barndom. Hun har gået på Randers og Aarhus kunstskole og er uddannet fra Det Jyske Kunstakademi.
Barndommen i Iran har ifølge hende selv været med til at forme hende som menneske og har haft stor betydning for, at hun er blevet ytringsfrihedsforkæmper og åben kritiker af islam. Forældrenes flugt har været med til at inspirere hende til at være aktiv, når hun føler, at ytringsfriheden er under pres.

### Kunst
I august 2007 fik hun sit gennembrud med installationsværket Vantro i det århusianske kældergalleri Artboks, hvor ordet "vantro" var markeret med gul sprittusch i en opslået Koran og ordet var spraymalet på væggene. Hun skrev efterfølgende en kronik til Weekendavisen med titlen "Kunsten og Koranen". Den århusianske konceptkunstner Uwe Max Jensen kaldte Vantro-udstillingen for "en kunstnerisk åbenbaring og et tidligt mesterværk".
I 2011 smed Bazrafkan tøjet og lod sig fotografere i sympati med den egyptiske kvinderettigheds-forkæmper Aliaa Magda Elmahdy, som provokerede i sit hjemland ved at posere nøgen. I forbindelse med årsdagen for den iranske revolution lagde hun en video ud på YouTube, hvor hun sjippede på et billede af Ayatollah Khomeini.
I 2014 lavede Bazrafkan værket UDEN TITEL. Omfortolkede koran-vers bliver læst, medens Bazrafkan afklæder sig og tildækker en på jorden liggende koran.
I protest mod navneforbuddet for manden anholdt for drabsforsøg mod Lars Hedegaard malede hun samme år et billede med mandens navn.

## Racismesagen
I december 2011 skrev hun på sin blog i Jyllands-Posten et indlæg, hvor hun fremførte, at "...jeg er meget overbevist om, at muslimske mænd i meget stort omfang verden over både voldtager, mishandler og slår deres døtre ihjel. Dette skyldes efter min mening som dansk-iraner, at der er tale om en defekt, menneskefjendsk kultur – hvis det overhovedet er kultur? Men man kan sige, jeg mener, at der er tale om en defekt menneskefjendsk religion, hvis lærebog Koranen om muligt er endnu mere umoralsk, forkastelig og vanvittig end de andre 2 verdensreligioners manualer tilsammen". I januar 2012 blev hun afhørt af Aarhus Politi i forbindelse med en mulig overtrædelse af racismeparagraffen. Jurister hos Aarhus Politi havde i oktober samme år vurderet sagen, og fandt Bazrafkan skyldig i overtrædelse af §266b, hvorefter hun fik et bødeforlæg på 8.000 kroner. Hun valgte dog i stedet anke dommen.
Den 18. december 2012 blev hun frifundet i Retten i Aarhus. Vestre Landsret i Aarhus fandt dog hende skyldig den 16. september 2013 – hun blev idømt fem dagbøder á 1.000 kroner
eller en forvandlingsstraf på fem dages fængsel, hvis Bazrafkan ikke betalte dagbøderne. Hun udtalte efter dommen: "det her er en principiel sag. Jeg vil hellere gå i fængsel end at betale de bøder." Desuden ville hun prøve at få sagen for Højesteret.
Firoozeh Bazrafkan fik i november 2013 afslag på at anke landsrettens dom til Højesteret. Både procesbevillingsnævnet og statsadvokaten var ifølge kunstneren imod at lade hende anke til Højesteret. Derfor vælger hun forvandlingsstraffen og dermed 5 dages fængsel. Dette skrev hun på sin Facebook-profil: “Det betyder – jeg vælger 5 dage bag tremmer. Nu er det op til vores politikere at tage ansvar. Fjern 266b.”
Landsrettens afgørelse må ses i lyset af, at i Rigsadvokatens Meddelelse nr. 2/2011 (14. september 2011) J.nr. RA-2010-609-0080: "Behandlingen af sager om overtrædelse af straffelovens § 266 b, lov om forbud mod forskelsbehandling på grund af race mv., og sager, hvor der er spørgsmål om anvendelse af straffelovens § 81, nr. 6" blandt andet skriver:
"Det bemærkes, at anklagemyndigheden under straffesagens behandling i retten bør modsætte sig et eventuelt krav fra tiltalte om at føre bevis for rigtigheden af f.eks. beskyldninger om grov kriminalitet. ...Strafbarheden afhænger ikke af, om den pågældende gruppe rent faktisk har følt sig truet, forhånet eller nedværdiget. Strafbarheden beror på en generel vurdering af, om de relevante udsagn i den konkrete sammenhæng kan anses for egnede til at fremkalde frygt (trusler) eller virke forhånende og/eller nedværdigende."
Om udsagn er strafbare eller ej afhænger altså af en vurdering af, om de kan forventes at have en bestemt effekt – og ikke af, om de konkret har haft en sådan effekt og heller ikke, at de lader sig dokumentere.